# Будищенська сільська рада (Лисянський район)
Буди́щенська сільська́ ра́да — адміністративно-територіальна одиниця та орган місцевого самоврядування в Лисянському районі Черкаської області. Адміністративний центр — село Будище.

## Загальні відомості
- Населення ради: 920 осіб (станом на 2001 рік)

## Населені пункти
Сільській раді були підпорядковані населені пункти:
- с. Будище
- с. Орли

## Склад ради
Рада складалася з 14 депутатів та голови.
- Голова ради: Райченко Юрій Борисович
- Секретар ради: Василенко Галина Анатоліївна

### Керівний склад попередніх скликань
| Прізвище, ім'я, по батькові | Основні відомості                                                         | Дата обрання | Дата звільнення |
| --------------------------- | ------------------------------------------------------------------------- | ------------ | --------------- |
| Райченко Юрій Борисович     | Сільський голова, 1965 року народження, освіта вища, безпартійний         | 26.03.2006   | 31.10.2010      |
| Райченко Юрій Борисович     | Сільський голова, 1965 року народження, освіта вища, член Партії регіонів | 31.10.2010   |                 |

Примітка: таблиця складена за даними сайту Верховної Ради України

### Депутати
За результатами місцевих виборів 2010 року депутатами ради стали:

#### За суб'єктами висування
| Суб'єкт висування                                       | Кількість обраних депутатів | %    |
| ------------------------------------------------------- | --------------------------- | ---- |
| Самовисування                                           | 7                           | 50   |
| Комуністична партія України                             | 3                           | 21,4 |
| Партія регіонів                                         | 2                           | 14,3 |
| Народна партія                                          | 1                           | 7,1  |
| Соціально-екологічна партія «Союз. Чорнобиль. Україна.» | 1                           | 7,1  |

#### За округами
| № округу                                                | Прізвище, ім'я, по батькові    | Дата визнання обраним | Освіта             | Партійна приналежність                                        | Відомості про обраного депутата                              |
| ------------------------------------------------------- | ------------------------------ | --------------------- | ------------------ | ------------------------------------------------------------- | ------------------------------------------------------------ |
| Комуністична партія України                             |                                |                       |                    |                                                               |                                                              |
| 3                                                       | Сіденко Євгеній Григорович     | 04.11.2010            | середня спеціальна | член Комуністичної партії України                             | пенсіонер                                                    |
| 9                                                       | Уманський Микола Володимирович | 04.11.2010            | середня спеціальна | позапартійний                                                 | тимчасово не працює                                          |
| 13                                                      | Шуляка Валентина Григорівна    | 04.11.2010            | середня спеціальна | член Комуністичної партії України                             | Орлянська сільська бібліотека, бібліотекар                   |
| Народна Партія                                          |                                |                       |                    |                                                               |                                                              |
| 6                                                       | Фурман Микола Михайлович       | 04.11.2010            | вища               | член Народної партії                                          | Управління ветеринарної медицини, заступник начальника       |
| Партія регіонів                                         |                                |                       |                    |                                                               |                                                              |
| 7                                                       | Коваленко Василь Іванович      | 04.11.2010            | вища               | член Партії регіонів                                          | СПД Коваленко, підприємець                                   |
| 8                                                       | Приліпко Любов Михайлівна      | 04.11.2010            | вища               | член Партії регіонів                                          | Будищенська сільська рада, спеціаліст ІІ категорії           |
| Соціально-екологічна партія «Союз. Чорнобиль. Україна.» |                                |                       |                    |                                                               |                                                              |
| 5                                                       | Норенко Михайло Миколайович    | 04.11.2010            | середня спеціальна | член Соціально-екологічної партії «Союз. Чорнобиль. Україна.» | пенсіонер                                                    |
| Самовисування                                           |                                |                       |                    |                                                               |                                                              |
| 1                                                       | Коломієць Тетяна Вікторівна    | 04.11.2010            | середня спеціальна | член Партії регіонів                                          | Будищенський дошкільний навчальний заклад, кухар             |
| 2                                                       | Бондаренко Галина Григорівна   | 04.11.2010            | вища               | член Всеукраїнського об'єднання «Батьківщина»                 | пенсіонер                                                    |
| 4                                                       | Василенко Галина Анатоліївна   | 04.11.2010            | середня спеціальна | позапартійна                                                  | Будищенська сільська рада, секретар сільської ради           |
| 10                                                      | Пріщенко Галина Іванівна       | 04.11.2010            | вища               | позапартійна                                                  | Відділ Держкомзему в Лисянському районі, головний спеціаліст |
| 11                                                      | Сіденко Лідія Тимофіївна       | 04.11.2010            | середня спеціальна | член Всеукраїнського об'єднання «Батьківщина»                 | пенсіонер                                                    |
| 12                                                      | Момот Ольга Гнатівна           | 04.11.2010            | середня спеціальна | член Партії регіонів                                          | Територіальний центр, соціальний працівник                   |
| 14                                                      | Цокало Надія Борисівна         | 04.11.2010            | середня спеціальна | член Партії регіонів                                          | Будищенське відділення зв'язку, начальник                    |

## Населення
Згідно з переписом УРСР 1989 року чисельність наявного населення села становила 1509 осіб, з яких 670 чоловіків та 839 жінок.
За переписом населення України 2001 року в селі мешкало 918 осіб.

### Мова
Розподіл населення за рідною мовою за даними перепису 2001 року:
| Мова       | Відсоток |
| ---------- | -------- |
| українська | 97,39 %  |
| російська  | 2,07 %   |
| інші       | 0,54 %   |